# Воронов, Алексей Валерьевич
Алексей Валерьевич Воронов (род. 29 сентября 1977, Свердловск) — российский хоккеист, защитник. Мастер спорта России (2011). Тренер.

## Биография
Воспитанник свердловских — екатеринбургских хоккейных школ «Импульс» (тренер Юрий Антоновский), «Юность» (тренер Геннадий Шаповалов) и «Спартаковец» (тренер Герман Чумачек). Выступал за екатеринбургские клубы «Автомобилист-2» / «Динамо-Энергия-2» (1993/94, 1997/98 — 2000/01, 2002/03), «Автомобилист» / «Спартак» / «Динамо-Энергия» (1993/94, 1995/96 — 2002/03), «СКА-Автомобилист-2» (1994/95 — 1995/96), СКА и РТИ (1996/97), «Автомобилист» (2007/08 — 2008/09). Также играл за клубы «Трубник» Каменск-Уральский (1994/95), «Металлург» Серов (1997/98), «Кедр» Новоуральск (2000/01, 2001/02), «Спутник» Нижний Тагил (2003/04 — 2006/07, 2010/11), «Югра» Ханты-Мансийск (2008/09), «Бейбарыс» Атырау (2010/11, чемпион Казахстана), «Мечел» Челябинск (2011/12), «Дебрецен» (Венгрия, 2014/15), «Михаловце» (Словакия, 2015/16), «Дубай Уайт Бэрс» (ОАЭ, 2016/17 — 2017/18).
Тренер в команде МХЛ «Авто» (2012/13 — 2013/14). Тренер в школе «Автомобилиста» (2019—2024).